# ウィラシー郡 (テキサス州)
ウィラシー郡（ウィラシーぐん、英: Willacy County）は、アメリカ合衆国テキサス州の南部に位置する郡である。2010年国勢調査での人口は22,134人であり、2000年の20,082人から10.2%増加した。郡庁所在地はレイモンドビル市（人口11,284人）であり、同郡で人口最大の都市でもある。ウィラシー郡は1911年に設立された。
ウィラシー郡はその全体でレイモンドビル小都市圏を構成しており、さらにブラウンズビル・ハーリンジェン・レイモンドビル広域都市圏に入っている。

## 歴史
ウィラシー郡は、1911年にキャメロン郡とヒダルゴ郡の一部を合わせて設立され、当初は現在のケネディ郡の領域を含んでいた。郡名は州上院議員のジョン・G・ウィラシーに因んで名付けられた。北部のケネディ郡の部分に昔から入植していた牧場主が、南部の新着の農夫とは別にすることを求め、ケネディ郡が1921年に分離された。
1912年には郡内にバミューダ・タマネギが導入された。このタマネギは良く育ったので、緩りと郡南部の放牧場が耕作地に変わり、最も重要な作物になっていった。レイモンドビルの町は長年タマネギ祭を毎年開催してきており、「国民の息」を標語にしている。1940年、郡内のウィラマーで最初の油井が掘られた。今日、石油生産が郡経済で大きな部分を占めているが、次第に天然ガスの生産がそれを上回るようになってきた。1940年代にはまた郡内にソルガムが導入され、綿花など他の作物に置き換わるようになった。牛の飼育もそこそこの経済活動であり続けている。

## 地理
アメリカ合衆国国勢調査局に拠れば、郡域全面積は784平方マイル (2,031 km2)であり、このうち陸地597平方マイル (1,545 km2)、水域は188平方マイル (486 km2)で水域率は23.92%である。

### 主要高規格道路
- アメリカ国道77号線
- テキサス州道186号線

### 隣接する郡
- ケネディ郡 - 北
- メキシコ湾 - 東
- キャメロン郡 - 南
- ヒダルゴ郡 - 西

### 国立保護地域
- ラグナアタスコサ国立野生生物保護区（部分）
- パードレ島国立海岸（部分）

### 歴史的史跡
ウィラシー郡にはアメリカ合衆国国家歴史登録財に指定されるものが3つある。
- ライフォード市にある古いライフォード高校
- キングスビル市にあるキング牧場
- ポートイザベルにあるマンスフィールドカット水中考古学遺跡

## 人口動態
以下は2000年の国勢調査による人口統計データである。
| 基礎データ - 人口: 20,082人 - 世帯数: 5,584 世帯 - 家族数: 4,584 家族 - 人口密度: 13人/km2（34人/mi2） - 住居数: 6,727軒 - 住居密度: 4軒/km2（11軒/mi2） 人種別人口構成 - 白人: 70.37% - アフリカン・アメリカン: 2.19% - ネイティブ・アメリカン: 0.50% - アジア人: 0.11% - 太平洋諸島系: 0.03% - その他の人種: 24.46% - 混血: 2.34% - ヒスパニック・ラテン系: 85.69% 年齢別人口構成 - 18歳未満: 31.6% - 18-24歳: 11.9% - 25-44歳: 26.6% - 45-64歳: 18.3% - 65歳以上: 11.6% - 年齢の中央値: 30歳 - 性比（女性100人あたり男性の人口） - 総人口: 105.2 - 18歳以上: 104.9 | 世帯と家族（対世帯数） - 18歳未満の子供がいる: 42.9% - 結婚・同居している夫婦: 62.1% - 未婚・離婚・死別女性が世帯主: 16.1% - 非家族世帯: 17.9% - 単身世帯: 16.5% - 65歳以上の老人1人暮らし: 9.7% - 平均構成人数 - 世帯: 3.40人 - 家族: 3.85人 収入と家計 - 収入の中央値 - 世帯: 22,114米ドル - 家族: 25,076米ドル - 性別 - 男性: 19,706米ドル - 女性: 15,514米ドル - 人口1人あたり収入: 9,421米ドル（アメリカ合衆国の郡では最貧クラス） - 貧困線以下 - 対人口: 33.2% - 対家族数: 29.2% - 18歳未満: 42.0% - 65歳以上: 29.9% |

## 都市と町
- ライフォード
- レイモンドビル - 郡庁所在地
- サンペルリタ

### 未編入の町
| - バウゼル・アンド・エリス - ラサラ - ロサンゼルス・サブディビジョン | - ライフォードサウス - ポートマンスフィールド - ランチェットエステイツ | - サンタモニカ - セバスチャン - ウィラマー | - ザパタランチ |

## 教育
ウィラシー郡の教育は以下の独立教育学区が管轄している
- ラサラ独立教育学区（幼稚園生から8年生）
- ライフォード統合独立教育学区
- レイモンドビル独立教育学区
- サンペルリタ独立教育学区

さらに南テキサス独立教育学区が運営するマグネット・スクールに入学することもできる。

## メディア
ウィラシー郡ではFMラジオ局4局を聴取できる。

## ウィラシー拘置所
ウィラシー郡拘置所はレイモンドビルの直ぐ東、アメリカ国道77号線の東側にある。アメリカ合衆国移民税関執行所が運営している。この拘置所は違法移民を収容する連邦政府の施設である。